# 아후 아키비
아후 아키비(Ahu Akivi)는 칠레 발파라이소주의 라파 누이(이스터 섬)에 있는 특별한 성지로, 그 석상들은 태평양을 바라보고 있다. 이곳에는 모양과 크기가 모두 같은 7개의 모아이(Moai)가 있다. 또한 이곳은 16세기경 설치된 천체관측소로도 알려져 있다. 모아이상은 초기 라파누이 거주민들에 의해 중요한 왕이나 씨족의 지도자들의 환생으로 여겨지는 조상이나 투푸나(Tupuna)로 여겨졌다.